# Franz Joseph Leonti Meyer von Schauensee

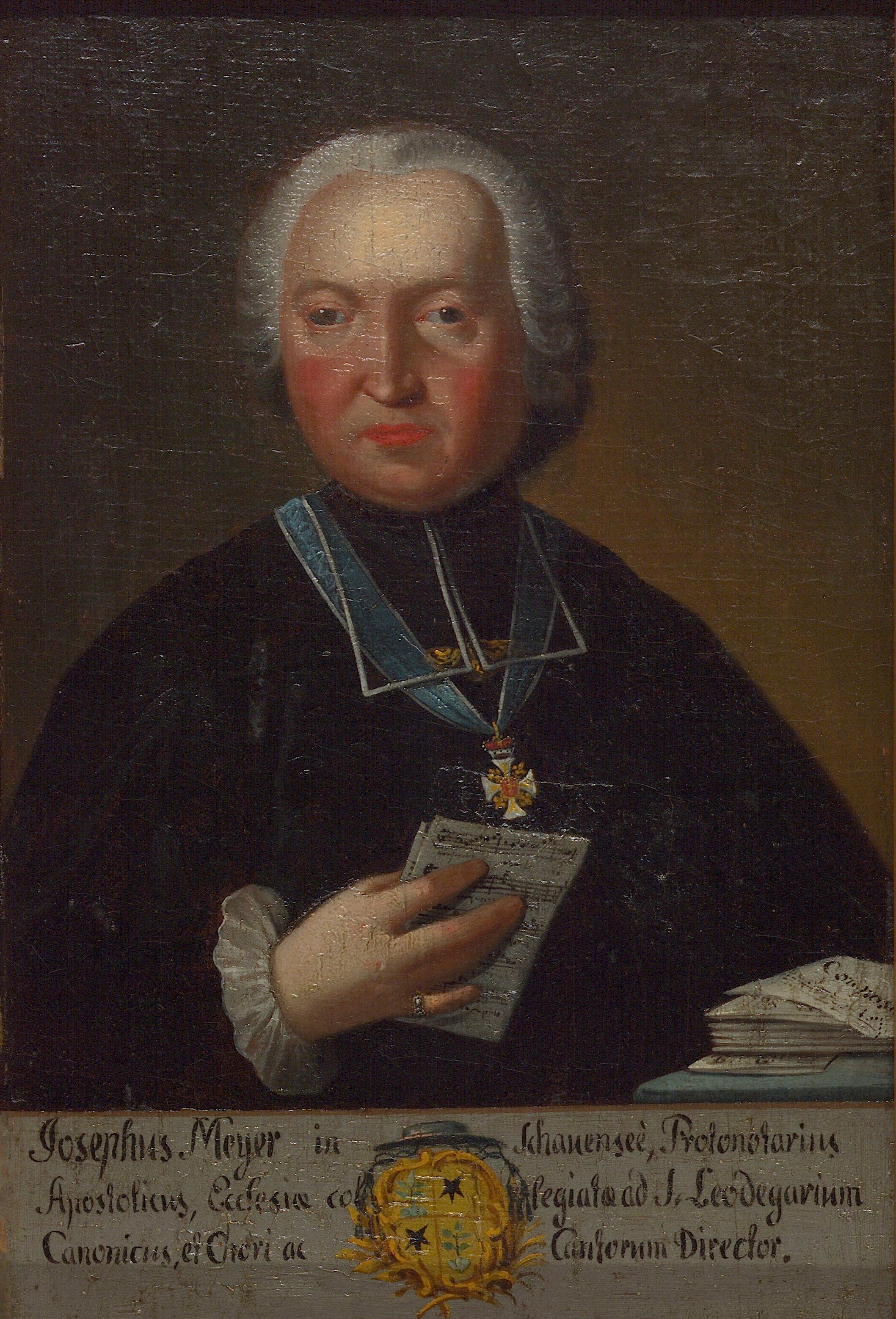
Porträt von Franz Jos. Leonz Meyer

Franz Joseph Leonti Meyer von Schauensee (auch: Franz Joseph Leonz; * 10. August 1720 in Luzern; † 2. Januar 1789 in Luzern) war ein schweizerischer Organist und Komponist der Vorklassik und Klassik. Er stammte aus der gleichnamigen Luzerner Patrizierfamilie.

## Leben
Franz Joseph Leonti Meyer von Schauensee studierte nach Beendigung seiner Schulausbildung in Neu St. Johann, St. Gallen, Luzern und St. Urban von 1740 bis 1742 Musik am Helvetischen Kollegium in Mailand (Ausbildung zum Violinisten). Nach zwei Jahren Militärdienst als Offizier im Luzerner Regiment Keller in Sardinien-Piemont kehrte er nach Luzern zurück und bekleidete als Mitglied des Grossen Rates verschiedene Verwaltungsämter, die er 1752 niederlegte. Im gleichen Jahr übernahm er das Amt des Organisten an der Stiftskirche St. Leodegar im Hof (bis 1768) und wurde wenig später zum Priester geweiht, 1765 wurde er Stiftsherr an St. Leodegar. 1760 hatte er ein Öffentliches Musikkollegium gegründet, 1768 initiierte er die Helvetische Konkordiagesellschaft, die er bis zu ihrer Auflösung 1783 auch leitete.

## Werke
Meyer von Schauensee komponierte seit seinen Jugendjahren. Sein musikalisches Werk umfasst weltliche Kompositionen (Kammersonaten für das Clavecin, Symphonien, Regimentsmärsche, Menuette und andere Galanteriestücke, alle verschollen, Cembalo- bzw. Orgelkonzerte), aber vor allem Geistliche Musik für 1–12 (meist: 4) Singstimmen und Orchester für den liturgischen Gebrauch. Zu seinen bedeutendsten geistlichen Kompositionen gehört die Missa solenne (für neun Soli, drei Chöre, drei Orchester und drei Orgeln; 1749 entstanden). Zu seinen wichtigsten weltlichen Werken gehören folgende Bühnenwerke: Hans Hüttenstock (1769) sowie die um 1779 komponierte und 1781 uraufgeführte Engelberger Talhochzeit, ein als Opera buffa bezeichnetes dreiaktiges Singspiel in Engelberger Mundart.
Die ihm verschiedenen Orts zugeschriebenen 3 Harfensonaten stammen mit grösster Wahrscheinlichkeit von Philippe-Jaques Meyer (1737–1819).
- Applausi festosi della Sardegna; Libretto: Abate Ratti; UA: Cagliari 1743
- Il palladio conservato, Serenata; UA: Cagliari 1743
- Il trionfo della gloria, ossia Achille in Sciro; Libretto: Pietro Metastasio; UA: Cagliari 1743
- L’ambassade de Parnasse, Operetta; UA: Luzern 1746
- La fête de la paix; UA: Luzern 1746
- Brutus; UA: Luzern 1753
- Der verlorene Beutel eines Geizhalses; UA: Luzern 1754
- Eliata und Mahomet; Libretto: Joseph Martin von Moos unter der Egg; UA: Luzern 1762
- Hans Hüttenstock; UA: Luzern 1769
- Die drei Polizeiständer, Singspiel; UA: Luzern 1773
- Die Engelbergische Talhochzeit; UA: Luzern 1781
- Hebi, Singspiel; UA: Luzern 1785
- Iphigenia, Singspiel; UA: Luzern 1785

- Festmesse für 3 Chöre, 3 Orchester und 3 Orgeln für Beromünster (UA: Beromünster 1749)

Gedruckte Werke:
- Op. 1: Flos vernans, enthaltend 40 Arien. Unterammergau (St. Gallen), 1748
- Op. 2: Obeliscus musicus, enthaltend 16 Offertorien. Unterammergau (Freiburg i. Üe.), 1752
- Op. 3: Ecclesia triumphans, enthaltend 3 Te Deum, 12 Tantum ergo, Vidi Aquam, Asperges me, 2 Stella cœli. Unterammergau (St. Gallen), 1753
- Op. 4: Ponitificale Remanum enthaltend 7 Missæ breves (D, G, A, B, G, F, E). Augsburg, 1756
- Op. 5: Cantica doctoris enthaltend 32 Marianische Antiphonen (12 Salve Regina, 6 Alma redemptoris, 6 Ave Regina, 8 Regina cœli). Augsburg, 1757
- Op. 6: Omne trinum perfectum enthaltend Trinitatis-Messe, Vespern (Domine, Dixit Dominus, Confitebor, Beatus vir, Laudate pueri, Laudate dominum, Lauda Jerusalem, Magnficat), Te Deum. Zug (St. Gallen), 1763
- Op. 7: Par nobile fratrum  enthaltend 2 Vesperpsalmen (Confitebor, Beatus vir). Zug (St. Gallen), 1764
- Op. 8/1: Quattro concerti armonici d’organo o di cembalo enthaltend 4 Konzerte für Cembalo bzw. Orgel, Str. und 2 Hörner ad lib. (C, D, G, A). Zug (Nürnberg), 1764
- Op. 8/2: Quattro concerti armonici d’organo o di cembalo enthaltend 4 Konzerte für Cembalo bzw. Orgel, Str., Flöte und 2 Hörner ad lib. (G, B, e, G). Zug (Nürnberg), 1764 (verloren, vielleicht gar nie erschienen)[2]

Neuausgaben:
- Op. 8/1: Quattro concerti armonici d’organo o di cembalo hrsg. von H.-R. Binz, Bern: Müller und Schade, 2018–2019, ISMN 979-0-50023-744-0, 979-0-50023-745-7, 979-0-50023-746-4, 979-0-50023-747-1